# フェルディナント・ヘルメスベルガー
フェルディナント・ヘルメスベルガー（Ferdinand Hellmesberger 1863年1月24日 ウィーン - 1940年3月15日 ウィーン）は、オーストリアのチェリスト、指揮者。

## 生涯
ヘルメスベルガーはウィーンに生まれた。父はヨーゼフ1世で、ヨーゼフ2世が兄だった。彼はウィーン国立音楽大学でカール・ウデル（Karl Udel）にチェロを、アントン・ブルックナーに音楽理論を師事した。
1879年からはVienna Hofburgkapelleの団員となり、1883年からはヘルメスベルガー四重奏団の一員として活躍した。21歳となる1884年に母校で教職に就くと、1889年には教授に就任、1902年までこの職を務めた。1896年には宮廷楽団のソロチェリストとなる。1902年にカール・ライナー・シモンス（Carl Rainer Simons）の下でウィーン・フォルクスオーパーのカペルマイスターに就任、1905年にはベルリン国立歌劇場のバレエ指揮者を引き受けた。1910年以降、彼はオパティヤ、バーデン・バイ・ウィーン、マリアーンスケー・ラーズニェ、カルロヴィ・ヴァリで楽長職を歴任した。
ヘルメスベルガーがウィーンで没した時には、彼が一家出身者のうちウィーンの音楽界で重要な役割を演じた最後の1人となっていた。
ヘルメスベルガーのウィーン国立音楽大学での門弟にはフランツ・シュミットらがいる。